# Wayde van Niekerk
Wayde van Niekerk er en Sydafrikansk atletikudøver, der konkurrerer i 200- og 400-meter. Han er i øjeblikket verdensrekordindehaver samt forsvarende olympisk mester på 400-meterdistancen.
Wayde indeholder desuden også verdensrekorden på 300-meter med tiden 30.81. Derudover er Wayde van Niekerk den eneste person nogensinde der har løber under 10 sekunder på 100-meter (9.94), under 20 sekunder på 200-meter (19.84) under 31 sekunder 300-meter (30.81) og under 44 sekunder på 400 meter (43.03).